# Karl Stephan von Österreich

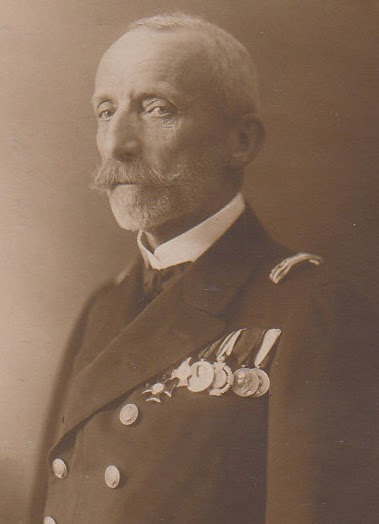
Erzherzog Karl Stephan von Habsburg-Lothringen

Erzherzog Karl Stephan von Österreich, vollständiger Name Karl Stephan Eugen Viktor Felix Maria von Habsburg-Lothringen, ab 1919 Karl Stephan Habsburg-Lothringen (* 5. September 1860 in Groß Seelowitz bei Brünn; † 7. April 1933 in Żywiec), war ein Mitglied des Hauses Habsburg-Lothringen und Admiral der österreich-ungarischen Marine.

## Herkunft

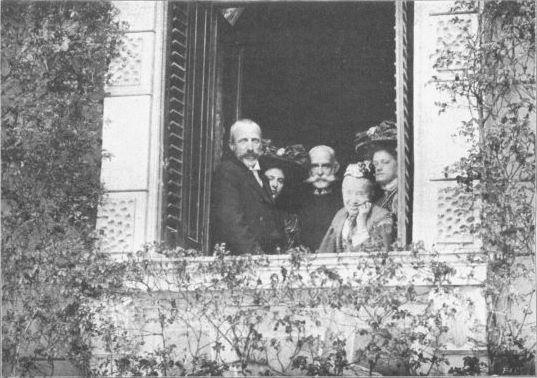
Erzherzog Rainer, Erzherzogin Marie, Erzherzog Karl Stephan und dessen Töchter Eleonora und Renata in der Villa Quisiana in Abbazia.

Karl Stephan war der dritte Sohn von Erzherzog Karl Ferdinand von Österreich (1818–1874) und seiner Frau Erzherzogin Elisabeth Franziska Maria von Österreich (1831–1903), Tochter des Erzherzogs Joseph Anton Johann von Österreich, Palatin von Ungarn, und seiner dritten Frau Herzogin Maria Dorothea von Württemberg. Seine Großeltern väterlicherseits waren Erzherzog Karl von Österreich-Teschen und Prinzessin Henriette Alexandrine von Nassau-Weilburg. Sowohl sein Vater als auch seine Mutter waren Enkel von Kaiser Leopold II., der damit gleich zweifacher Urgroßvater Karl Stephans war.

### Geschwister
- Franz-Joseph (*/† 1855)
- Friedrich Maria Albrecht Wilhelm Karl (1856–1936), Herzog von Teschen
⚭ 1878 Prinzessin Isabella von Croÿ
- Maria Christina Désirée Henriette Felicitas Rainiera (1858–1929)
⚭ 1879 König Alfons XII. von Spanien
- Eugen Ferdinand Pius Bernhard Felix Maria (1863–1954)
- Maria Eleonora (*/† 1864)

Aus der ersten Ehe seiner Mutter hatte er eine Halbschwester, Marie Therese (1849–1919), spätere Königin von Bayern.

## Heirat und Nachkommen

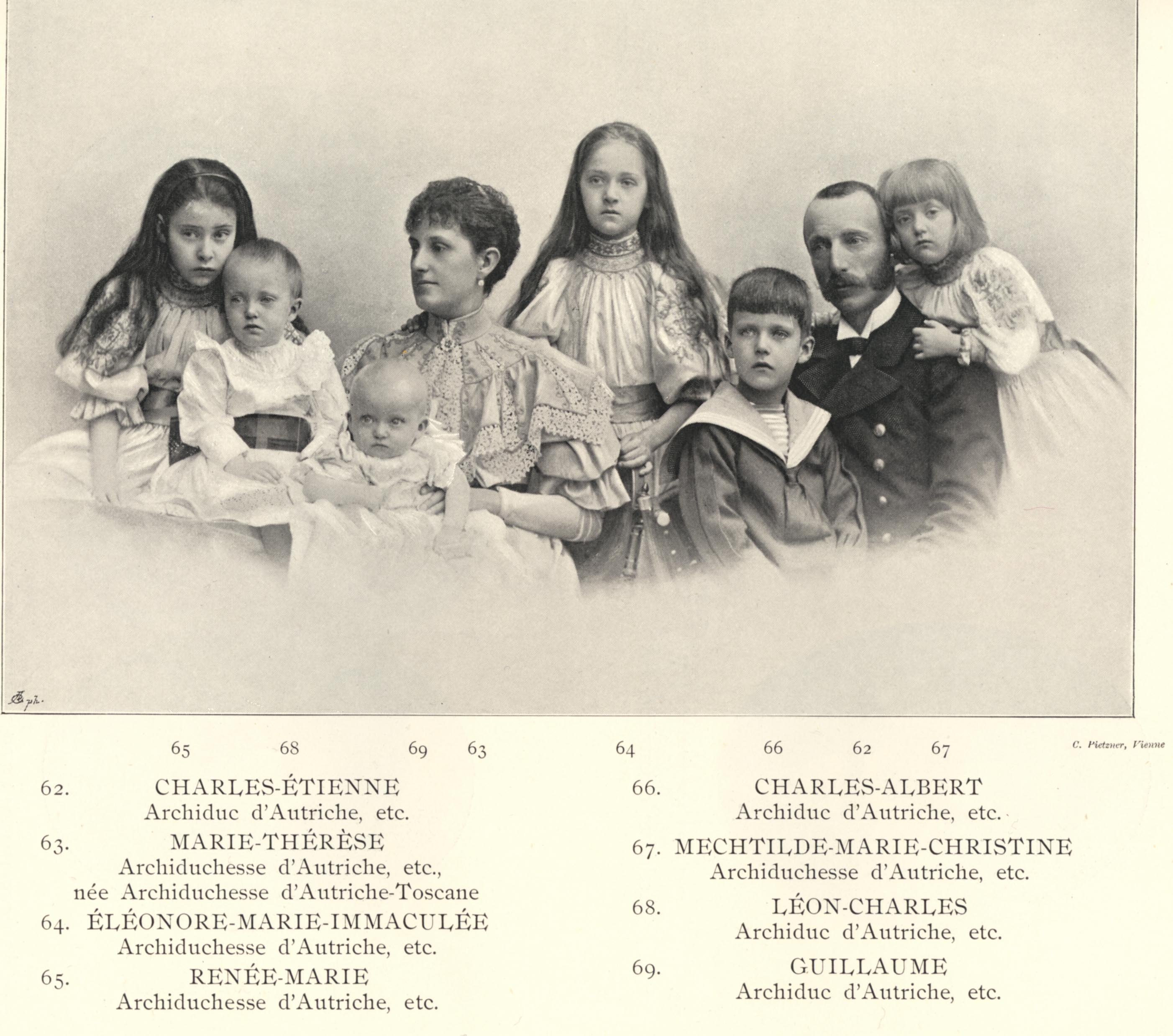
Erzherzog Karl Stephan und seine Familie

Am 28. Februar 1886 heiratete Erzherzog Karl Stephan in Wien Erzherzogin Maria Theresia (1862–1933), Tochter des Erzherzog Karl Salvator von Österreich-Toskana und seiner Frau Maria Immaculata von Neapel-Sizilien aus dem Hause Bourbon-Sizilien. Aus der Ehe gingen sechs Kinder hervor:
- Eleonora Maria (1886–1974) ⚭ Alfons von Kloss
- Renata Maria (1888–1935) ⚭ Prinz Hieronymus Radziwill
- Karl Albrecht (1888–1951), Prinz von Altenburg
⚭ Alice Ankarcrona, verwitwete Gräfin Badeni
- Mechthildis Maria Christina (1891–1966) ⚭ Prinz Olgierd Czartoryski
- Leo Karl (1893–1939) ⚭ Gräfin Maria-Klothilde de Thuillières
- Wilhelm (1895–1948)

Durch die Heirat mit nicht ebenbürtigen polnischen Adeligen mussten Renata und Mechthildis für ihre Söhne auf die Erbfolge verzichten. Karl Stephan versprach sich davon aber eine Verankerung im Polentum und mögliche polnische Thronkandidaten unter seinen Enkeln. Eleonora durfte 1913 den früheren Kapitän der Jacht ihres Vaters heiraten, in den sie sich schon mit 15 Jahren verliebt hatte.

## Militärkarriere
Karl Stephan trat 1879 in die österreichisch-ungarische Marine ein und zog sich 1896 aus dem aktiven Dienst zurück. Er wurde trotzdem weiterhin befördert: 1911 erreichte er den Admiralsrang. 1918 wurde er von Kaiser Karl I. nach Cattaro / Kotor (im südlichsten Dalmatien, heute  Montenegro) versetzt, um nach der dort entstandenen Meuterei gemeinsam mit Miklós Horthy eine Neuordnung der Marine durchzuführen. Er war gleichzeitig  Inhaber des 8. k.u.k. Infanterie-Regiments.
Als Marineoffizier interessierte sich Karl Stephan für den Segelsport und nahm an einigen Regatten in England teil.

## Anwärter auf die polnische Krone
Im Juni 1916 wurde Karl Stephan von deutscher Seite als polnischer Regent vorgeschlagen. Kaiser Franz Joseph, der selbst polnischer König werden wollte, lehnte das aber ab. Kurz vor Franz Josephs Tod gaben am 5. November 1916 der Deutsche Kaiser Wilhelm II. und der österreichische Thronfolger Erzherzog Karl ihre Pläne für ein wiederhergestelltes Königreich Polen mit erblicher Monarchie bekannt. Erzherzog Karl Stephan wurde wieder als Anwärter auf den polnischen Thron betrachtet: Er lebte  mit seiner Familie in Żywiec (Land Saybusch) und sprach fließend polnisch. Zwei seiner Töchter wurden in polnische Adelshäuser, Radziwiłł und Czartoryski, verheiratet. Da Karl Stephan Mitglied des kaiserlichen Hauses war, hätte er vom österreichischen Kaiser die Erlaubnis benötigt, eine eigene Dynastie zu gründen. Doch wie zuvor schon Franz Joseph so verweigerte auch Kaiser Karl diese Erlaubnis schließlich, da auch er plante, sich selbst zum König von Polen krönen zu lassen.

## Orden
- Malteserorden
- Orden vom Goldenen Vlies
- Elefanten-Orden
- Königlicher Seraphinenorden
- Schwarzer Adlerorden
- k.u. Sankt-Stephans-Orden